# Четврти македонски рат
Четврти македонски рат (150. п. н. е. — 148. п. н. е.) је био један од Македонских ратова којим је Рим постао владар источног средоземља. У њему је Коринт срушен до темеља.

## Немири у Грчкој
Упркос непрекидним војним успјесима Рима у Грчкој,Македонији и против Селеукида, политичка ситуација у Грчкој остала је нестабилна. Вакуум власти који су Римљани створили на источном Медитерану на крају се није показао корисним за стабилност. Један авантуриста, Андриск, који је тврдио да потиче од македонских краљева, ушао је без озбиљног отпора у македонске области. Успео је да прикупи војску и победи прве римске снаге послате против њега 149. године под командом претора Публија Јувенција Талне (који је погинуо). Друга римска војска под Квинтом Цецилијем Метелом поразила је Андриска 148. п. н. е.

## Рат
Римљани су 147. п. н. е. послали једно изасланство да интервенише у пословима грчких држава. То је изасланство изазвало насилан одговор. Најзад је Рим 146. п. н. е. објавио рат грчким полисима, који су брзо и успешно окончали Метел (сада с надимком Македоникус) и конзул Луције Мумије Архаик. Сенат је наредио Мумију да Грцима очита лекцију: славни град Коринт је био уништен, његово благо пренето у Рим, а његове грађевине порушене до темеља.

## Корист рата
Природа римске доминације на истоку почиње се након ових ратова одлучно мењати: уместо утицаја преко изасланстава, посредовања у споровима и повремених војних упада наступила је наступа директна управа. Македонија је анектирана као провинција, којом влада римски проконзул, који је такође надгледао грчке градове на југу, где су савези били распуштени. Даље на истоку, Пергамско је краљевство било прикључено као провинција Азија 133. године, као завештање Атала III римском народу.